# Frederick McGee Rossiter
Frederick McGee Rossiter (auch Frederick M. Rossiter, * 12. März 1870 in Elmore, Ottawa County, Ohio; † 10. Oktober 1967 in Paradise, Butte County, Kalifornien) war ein US-amerikanischer Mediziner und Schriftsteller.

## Leben

### Familie und Ausbildung
Frederick McGee Rossiter, Sohn des Samuel G. Rossiter und der Jennie McGee Rossiter, graduierte 1893 am Battle Creek College in Berrien Springs, Michigan zum Bachelor of Science. Er widmete sich im Anschluss dem Studium der Medizin am Rush Medical College in Chicago, Illinois, 1896 wurde er zum Doctor of Medicine promoviert. Er setzte sein Studium an der University of Pennsylvania in Philadelphia, Pennsylvania fort, 1897 erhielt er den zweiten medizinischen Doktorgrad.
Frederick McGee Rossiter vermählte sich am 29. Dezember 1897 mit Mary Henry. Der Ehe entstammten die mit J. H. White verheiratete Tochter Margaret und der Sohn Henry. Der während seiner beruflichen Laufbahn in der Muirfield Road in Los Angeles residierende Rossiter verstarb im Oktober 1967 im hohen Alter von 97 Jahren in Paradise. Seine letzte Ruhestätte fand er auf dem dortigen Paradise Cemetery.

### Beruflicher Werdegang
Frederick McGee Rossiter erhielt im Jahre 1897 eine Arztstelle im Battle Creek Sanatorium in Berrien, Michigan. Im Jahre 1902 übersiedelte Rossiter nach Los Angeles, dort eröffnete er eine Arztpraxis für Allgemeinmedizin, deren Leitung er bis 1928 innehatte. Im Jahre 1922 folgte Rossiter einem Ruf als Professor of Medicine an das College of Medical Evangelists in Loma Linda, eine Funktion, die er bis 1926 ausfüllte. Rossiter, der zahlreiche Aufsätze in Fachzeitschriften veröffentlichte, erwarb 1920 das Lizenziat des Royal College of Physicians in London. Im selben Jahr wurde er als Mitglied in das Royal College of Surgeons of England aufgenommen. Frederick McGee Rossiter trat insbesondere als Verfasser medizinisch-relevanter literarischer Werke hervor.

## Werke
- zusammen mit Mary Henry Rossiter: The story of a living temple; a study of the human body. Revell, Chicago, Ill., 1903
- The practical guide to health : a popular treatise on anatomy, physiology, and hygiene, with a scientific description of diseases, their causes and treatment : designed for nurses and for home use. Pacific Press Pub. Assn., Mountain View, Calif., 1913
- The romance of a living temple; a study of the human body. G. Sully and Company, New York, 1924
- The torch of life : a key to sex harmony. Eugenics Publishing Co., Inc., New York, 1939
- Bride and groom. in: Newlyweds ask the doctor. Monogram, Los Angeles, Cal., 1953
- Water for health and healing; how to use the life-giving power of water to promote glowing health and to relieve many common ailments.  H.C. White, Riverside, Cal., 1972